# Кумпани
Кумпани (лат. Kumpāni) — селище у Лиепупській волості Лимбазького краю. Розташоване в центральній частині волості, 3 км від парафіяльного центру Мусткални, 35 км від Салацгриви та 69 км від Риги.
| Латвія | Це незавершена стаття з географії Латвії. Ви можете допомогти проєкту, виправивши або дописавши її. |